# Luigino Bruni
Luigino Bruni (Ascoli Piceno, 1966.), talijanski ekonomist. Rodio se 1966. u Ascoli Picenu (Italija). Radi kao docent političke ekonomije na Milanskom sveučilištu Bicocca i na Sveučilišnom institutu Sophia, koordinator je međunarodnog projekta "Ekonomija zajedništva" Pokreta fokolara i kolumnist u raznim novinama, među kojima u "Avvenire". Provodi istraživanja na području ekonomske etike, ekonomske filozofije te se bavi antropološkim i relacijskim temeljima društvenih znanosti. Autor je više knjiga prevedenih na razne jezike, među kojima su Ekonomija zajedništva (prevedena na hrvatski jezik), The genesis of the ethos of the market, Le nuove virtu del mercato i dr.